# 新田和長
新田 和長（にった かずなが、1945年5月5日 - ）は、日本の実業家、音楽プロデューサー、ディレクター、音楽家。株式会社フールオンザヒル代表取締役社長。

## 概要
早稲田大学在学中に「ザ・リガニーズ」を結成し東芝音楽工業（→EMIミュージック・ジャパン→ユニバーサル ミュージック合同会社）よりレコード・デビュー。ビートルズのディレクターであった高嶋弘之に誘われ、大学卒業後に東芝音楽工業へ入社。1969年以降はオフコース、赤い鳥、RCサクセション、トワ・エ・モワ、加藤和彦、北山修、はしだのりひこなどを手がけ、チューリップ、甲斐バンド、長渕剛、寺尾聰、稲垣潤一、加山雄三など音楽プロデューサー、エグゼクティブ・プロデューサーを務める。
1984年にファンハウスを設立し、代表取締役社長に就任。オフコース、稲垣潤一、舘ひろし、小林明子、岡村孝子、小田和正、永井真理子、辛島美登里、SING LIKE TALKING、S.E.N.S.、大事MANブラザーズバンド、access、斉藤和義等を輩出。1998年に吸収相手のBMG JAPAN取締役・RCAアリオラジャパン社長に就任。1999年にBMGファンハウスが発足すると代表取締役副社長に就任。2001年に依田巽らとドリーミュージック設立。音楽プロデューサーとして平原綾香など手がける。日本レコード協会副会長、音楽産業・文化振財団理事の就任歴がある。

## 略歴
- 1945年5月：神奈川県横浜市生まれ
- 1964年3月：芝高等学校卒業
- 1965年4月：早稲田大学商学部入学 早稲田大学「フォークソングクラブ」の創設に参加、在学中に所太郎らと共に「ザ・リガニーズ」を結成。東芝音楽工業より「海は恋してる」等を発売
- 1969年3月：早稲田大学商学部卒業
- 1969年4月：東芝音楽工業株式会社（後の東芝EMI、現EMIミュージック・ジャパン）入社
- 1982年10月：第2制作部グループ部兼第2プロモーション部長就任
- 1984年4月：東芝EMIより独立、株式会社ファンハウスを設立、代表取締役就任
- 1998年7月：株式会社BMGジャパン取締役・RCAアリオラジャパン社長就任（株式会社ファンハウス代表取締役社長と兼務）
- 1999年7月：株式会社BMGジャパンと株式会社ファンハウスを合併して株式会社BMGファンハウスを発足、代表取締役副社長・ファンハウス社長就任
- 2001年8月：株式会社ドリーミュージックを設立、代表取締役社長就任
- 2003年11月：株式会社ドリーミュージック代表取締役会長兼CEO就任
- 2004年6月：株式会社ドリーミュージックアーティストマネージメント設立、代表取締役就任
- 2011年：株式会社ドリーミュージック取締役エグゼクティブ・プロデューサー就任
- 2012年8月31日：株式会社ドリーミュージック取締役エグゼクティブ・プロデューサー辞任、退社
- 2013年9月：株式会社フールオンザヒル設立、代表取締役社長就任

## 作品
ディレクター・プロデューサー・エグゼクティブ・プロデューサーとして携わった作品

### 東芝EMI
- 「誰もいない海」　トワ・エ・モワ（1970）
- 「虹と雪のバラード」　トワ・エ・モワ（1971）
- 「翼をください」　赤い鳥（1971）
- 「花嫁」　はしだのりひことクライマックス（1971）
- 「あの素晴しい愛をもう一度」　加藤和彦と北山修（1971）
- 「ぼくの好きな先生」　RCサクセション（1972）
- 「心の旅」　チューリップ（1973）
- 「青春の影」　チューリップ（1974）
- 『黒船』　サディスティック・ミカ・バンド（1974）
- 「我が良き友よ」　かまやつひろし（1975）
- 「海 その愛」　加山雄三（1976）
- 「HERO」　甲斐バンド（1978）
- 「さよなら」　オフコース（1979）
- 「乾杯」　長渕剛（1980）
- 「ルビーの指輪」　寺尾聡（1981）
- 「ドラマティック・レイン」　稲垣潤一（1982）

### ファンハウス
- 「君が、嘘を、ついた」　オフコース（1984）
- 「泣かないで」　舘ひろし（1984）
- 「恋におちて -Fall in love-」　小林明子（1985）
- 「夢をあきらめないで」　岡村孝子（1987）
- 「海神」　S.E.N.S.（1988）
- 「ZUTTO」　永井真理子（1990）
- 「サイレント・イヴ」　辛島美登里（1990）
- 「ラブ・ストーリーは突然に」　小田和正（1991）
- 「それが大事」　大事MANブラザーズバンド（1991）
- 「クリスマスキャロルの頃には」　稲垣潤一（1992）
- 『ENCOUNTER』　SING LIKE TALKING（1993）
- 『DELICATE PLANET』　access（1994）
- 「歩いて帰ろう」　斉藤和義（1994）
- 「楽園」　THE YELLOW MONKEY（1996）

### ドリーミュージック
- 「さとうきび畑」　森山良子（2001）
- 「涙そうそう」　森山良子（2001）
- 「Jupiter」　平原綾香（2003）

## 書籍
- アーティスト伝説：レコーディングスタジオで出会った天才たち（2024年、新潮社）